# کد رهگیری معاملات ملکی
کد رهگیری معاملات ملکی، کدی (مجموعه اعداد و ارقام) است که پس از ثبت معاملاتی همچون اجاره‌نامه، مبایعه‌نامه، قول‌نامه و … در سامانهٔ سراسری و یکپارچه دفاتر معاملات ملکی (آژانسهای املاک) صادر می‌گردد. این امر باعث قانونی‌تر شدن معامله و جلوگیری از تخلفاتی همچون فروش یا اجاره ملک در یک زمان به چندین نفر خواهد شد.

## تاریخچه
در سال ۱۳۸۷ وزارت صنعت معدن و تجارت با همکاری اتاق اصناف ایران دستور ساخت سامانه‌ای را صادر و طی قراردادی با شرکت خدمات انفورماتیک راهبر؛ سایت و سامانه ثبت معاملات املاک ایجاد گردید.

## علت ایجاد سامانه
معاملات ملکی با مشکلات زیادی به شکل فروش یک ملک یا زمین یا پیش فروش واحدهای درحال ساخت درقالب کلاه‌برداری به افراد زیادی روبرو می‌شود که باعث مشکلات زیادی برای قشرهای جامعه می‌گردید و همچنین پرونده‌های زیادی را روانه دادگستری و نیروی انتظامی می‌گرداند.

## عملکرد
پس از نام‌نویسی و پرداخت وجه؛ توکن یا همان قفل سخت‌افزار که مشاورین املاک موظف به استفاده از آن هستند در اختیار آنان قرار می‌گیرد.

مشاورین املاک موظف هستند تا معاملات انجام‌شده را با کد ملی و مشخصات افراد و شماره ثبت‌اسناد و نحوه معامله و سایر موارد مندرج در قرارداد اجاره - سرقفلی - مبایعه در سامانه ثبت و هزینه مالیات و حق‌ثبت را بپردازند و در نهایت پرینت با کد رهگیری دریافت‌نمایند تا بدین‌سان دیگر امکان معامله مجدد مورد معامله میسر نگردد.